# هوانگ جین یی (فیلم)
هوانگ جین یی (انگلیسی: Hwang Jin Yi) یک فیلم درامزندگی‌نامه‌ای سینمای کره به کارگردانی چانگ یون هیون است. این فیلم در مورد زندگی هوانگ جین یی معروف‌ترین گیسنگ در تاریخ کره، با بازی سونگ هی-کیو در نقش اصلی است.

## طرح داستان
هوانگ جین یی که در قرن شانزدهم پادشاهی چوسان به عنوان یک اشراف بزرگ شده‌است، یک راز تکان دهنده در مورد تولد خود را کشف می‌کند: او نامشروع متولد شد؛ بنابراین او به طبقه پایین تعلق دارد و راهی جز کنار گذاشتن موقعیت اشرافی خود ندارد. قبل از شروع زندگی به عنوان گیسنگ (مانند گیشا در ژاپن)، او تصمیم می‌گیرد که بکارت را به مردی که خودش انتخاب کرده رها کند و اولین شب خود را با نومی، یک خادم دیرینه خانواده می‌گذراند، که می‌داند او را عمیقاً دوست دارد. جین یی به عنوان یک گیسنگ به خاطر زیبایی افسانه ای، ذکاوت و استعداد خود در آواز، رقص و شعر مشهور می‌شود. اما اگرچه او توسط اطرافیان نجیب‌زاده‌ای احاطه شده‌است که او را با هدیه و تحسین تشویق می‌کنند، زندگی منزوی غم‌انگیزی را در تنهایی سپری می‌کند. تنها آرامش جین یی نوعی بازی است که او و فرماندار محلی با مشتریان نجیب خود بازی می‌کنند و آنها را فریب می‌دهند تا ریاکاری‌های خود را برملا کنند. اما هنگامی که یک رهبر راهزن مطابق با توصیف نومی در منطقه مشاهده می‌شود، جین یی شروع به زیر سؤال بردن زندگی او می‌کند.

## تولید
برنامه فیلمبرداری برای هوانگ جینی مخصوصاً برای یک مجموعه تلویزیونی بسیار دشوار بود و گاهی اوقات به مدت هفت روز بدون وقفه ادامه داشت. علاوه بر بازیگران محبوب جوان مانند ا جی‌وون، ونگ بیت نا و جانگ گیون سوک، در این سریال بسیاری از کره ای‌های باسابقه برجسته حضور داشتند بازیگران، از جمله  کیم یونگ آئه و کیم بو-یه ئون. لباس‌ها (طراحی شده توسط کیم هی سون)، رقص‌ها و موسیقی‌های این مجموعه به خاطر شکوه و احساساتشان مورد توجه قرار گرفت.

## پخش بین‌المللی
این مجموعه همچنین در تایوان، مالزی و فیلیپین در سال ۲۰۰۷ پخش شد.
نمایش ماهانه قسمت‌های منتخبی از آن نوامبر ۲۰۰۸ تا فوریه ۲۰۰۹ در انجمن کره در شهر نیویورک برگزار شد.
این مجموعه همچنین از نوامبر ۲۰۱۵ توسط چندین سرویس عمده تصویری در ایالات متحده آمریکا به‌طور گسترده در دسترس بوده‌است.
در تایلند این سریال از ۲۶ اکتبر ۲۰۱۵ از True4U پخش شده‌است.